# Rudo y Cursi
Rudo y Cursi is een Mexicaanse film uit 2009, geregisseerd door Carlos Cuarón.

## Verhaal
In het fictieve dorp Tachatlán in Mexico wonen de twee halfbroers Beto en Tato. Ze werken op een bananenplantage en dromen ervan genoeg geld bij elkaar te sparen om een huis voor hun moeder te bouwen. 
Beide broers houden van voetbal. Tato is spits en Beto is keeper. Tijdens een wedstrijd worden ze opgemerkt door voetbalscout Batuta die hen vraagt mee te gaan naar Mexico-Stad om daar voor de grote teams te gaan spelen. Er is alleen maar plek voor een van de broers en ze besluiten dit daarom te beslechten met een penalty. Tato scoort en hij mag mee naar Mexico-Stad. Beto blijft achter.

## Rolverdeling
| Acteur              | Personage             |
| ------------------- | --------------------- |
| Gael García Bernal  | Tato "Cursi" Verdusco |
| Diego Luna          | Beto "Rudo" Verdusco  |
| Guillermo Francella | Darío "Batuta" Vidali |
| Dolores Heredia     | Elvira                |
| Joaquín Cosío       | Arnulfo               |
| Adriana Paz         | Toña                  |

## Release
Rudo y Cursi ging in december 2008 in première Mexico. De DVD en Blu-ray kwamen uit op 25 augustus 2009.

## Ontvangst
Op Rotten Tomatoes geeft 73% van de 112 recensenten de film een positieve recensie, met een gemiddelde score van 6,4/10. Website Metacritic komt tot een score van 67/100, gebaseerd op 25 recensies.
De Volkskrant schreef: "Dat Cuaron (...) de clichés niet schuwt, hindert niet, maar de grappen worden allemaal net iets te lang uitgespeeld, iets te kluchtig aangezet." NRC gaf de film twee sterren en schreef: "Helaas, Rudo y Cursi, een komisch drama over voetbal en broedertwist, mist de juiste toon, terwijl het simplistische scenario de acteurs te weinig kans biedt boven hun typetjes uit te stijgen."